# رابی کروز
رابی توماس کروز (انگلیسی: Robbie Thomas Kruse؛ زادهٔ ۵ اکتبر ۱۹۸۸) یک بازیکن فوتبال اهل استرالیا است.
از باشگاه‌هایی که در آن بازی کرده‌است می‌توان به بایر لورکوزن، اشتوتگارت، لیائونینگ، فورتونا دوسلدورف، باشگاه فوتبال ملبورن ویکتوری و باشگاه فوتبال بریزبن رور اشاره کرد.
وی همچنین در تیم ملی فوتبال استرالیا بازی کرده‌است.